# Kirker i Århus Amt (før 1970)
Århus Amt før Kommunalreformen i 1970.
Kirkerne i Århus Amt er fordelt i seks herreder:

## Framlev Herred
- Borum Kirke
- Framlev Kirke
- Galten Kirke
- Harlev Kirke
- Sjelle Kirke
- Skivholme Kirke
- Skovby Kirke
- Skjørring Kirke i Skjørring Sogn
- Stjær Kirke
- Storring Kirke

## Hads Herred
- Alrø Kirke
- Bjerager Kirke
- Falling Kirke
- Gosmer Kirke
- Gylling Kirke
- Halling Kirke
- Hvilsted Kirke
- Hundslund Kirke
- Nølev Kirke
- Odder Kirke
- Randlev Kirke
- Saksild Kirke
- Torrild Kirke
- Ørting Kirke

## Hasle Herred
- Brabrand Kirke
- Christianskirken
- Ellevang Kirke
- Gellerup Kirke
- Hasle Kirke
- Helligåndskirken i Helligånds Sogn
- Kasted Kirke
- Klosterkirken i Vor Frue Sogn
- Langenæs Kirke
- Lyngby Kirke
- Møllevangskirken
- Risskov Kirke
- Sankt Johannes Kirke
- Sankt Lukas Kirke
- Sankt Markus Kirke
- Sankt Nikolai Kryptkirke i Vor Frue Sogn
- Sankt Pauls Kirke
- Skejby Kirke
- Skelager Kirke
- Skjoldhøj Kirke
- Sønder Aarslev Kirke
- Tilst Kirke
- Vejlby Kirke
- Vor Frue Kirke
- Gammel Åby Kirke
- Åbyhøj Kirke
- Århus Domkirke

## Ning Herred
- Astrup Kirke
- Beder Kirke
- Fredenskirken i Fredens Sogn
- Frederikskirken – Skåde Sogn
- Holme Kirke
- Kolt Kirke
- Lyseng Kirke i Holme Sogn
- Malling Kirke
- Mårslet Kirke
- Ormslev Kirke
- Ravnsbjergkirken i Ravnsbjerg Sogn
- Tiset Kirke
- Tranbjerg Kirke
- Tulstrup Kirke i Tulstrup Sogn
- Tunø Kirke
- Viby Kirke

## Sabro Herred
- Foldby Kirke
- Fårup Kirke
- Haldum Kirke
- Lading Kirke
- Lyngå Kirke
- Over Hadsten Kirke i Hadsten Sogn og Over og Neder Hadsten Sogn
- Sabro Kirke
- Vitten Kirke

## Vester Lisbjerg Herred
- Elev Kirke
- Elsted Kirke
- Grundfør Kirke
- Lisbjerg Kirke
- Lystrup Kirke
- Spørring Kirke
- Søften Kirke
- Trige Kirke
- Ølsted Kirke